# لوري براون (صحفية)
لوري براون هي صحفية كندية، ولدت في 7 أكتوبر 1957 في تورونتو في كندا.

## وصلات خارجية
- لوري براون على موقع IMDb (الإنجليزية)
- لوري براون على موقع ميوزك برينز (الإنجليزية)
- لوري براون على موقع قاعدة بيانات الفيلم (الإنجليزية)